# Pompiey
Pompiey é uma comuna francesa na região administrativa da Nova Aquitânia, no departamento Lot-et-Garonne. Estende-se por uma área de 19,67 km². Em 2010 a comuna tinha 212 habitantes (densidade: 10,8 hab./km²).